# A Fair Exchange (film 1910)
A Fair Exchange è un cortometraggio muto del 1910 diretto da Tom Ricketts.

## Produzione
Il film fu prodotto dalla Essanay Film Manufacturing Company.

## Distribuzione
Distribuito dall'Essanay, il film - un cortometraggio di 194 metri - uscì nelle sale cinematografiche USA il 27 luglio 1910. Nelle proiezioni, veniva programmato con il sistema dello split reel, accorpato in un'unica bobina con un altro cortometraggio prodotto dall'Essanay, la commedia A Personal Matter.